# Columba simplex
Columba simplex là một loài chim trong họ Columbidae.